# 1978年欧洲冠军杯决赛
1978年欧洲冠军杯决赛是1978年5月28日在伦敦温布利球场（场地是由欧洲足联执行委员会于1977年9月20日在伯尔尼确定）举行的一场足球比赛，以决出1977–78年欧洲冠军杯的冠军。对阵双方为英格兰的利物浦及比利时的布鲁日。利物浦是卫冕冠军并且是第二次参加欧冠决赛。布鲁日则是首次参加欧冠决赛。两队在此前的欧洲赛场上也有过碰面，其中在1976年欧洲联盟杯决赛中，利物浦在两回合主客场制比赛中以总分4比3获胜。
作为卫冕冠军，利物浦在这项赛事的首轮轮空，这意味着布鲁日在进入决赛前需要多打2场比赛。但利物浦在每轮都有1场比赛可以轻松获胜，并在总比分上都至少能净胜2球晋级。而布鲁日则除了在首轮能以总比分9比2战胜芬兰冠军庫奧皮奧外，其后的每一轮都仅以1球的优势晋级。
在决赛现场92,000名观众的注视下，双方在上半场互交白卷。其后利物浦率先在下半场由肯尼·达格利什接格雷姆·索内斯的传球打破僵局。他们将1比0的比分维持到了终场，确保了利物浦第二次捧得欧洲冠军杯和连续第三次在欧洲赛事中夺冠，并且成为首支成功卫冕欧冠的英国球队。

## 晋级过程

### 利物浦
利物浦是在1977年欧洲冠军杯决赛以3比1击败门兴格拉德巴赫首夺欧冠后而成为1977–78年欧洲冠军杯的卫冕冠军。他们同时也是英格兰足球甲级联赛的卫冕冠军，因其在1976–77赛季也夺得了本土顶级联赛冠军。作为欧洲冠军杯的卫冕冠军，利物浦得以在首轮赛事中轮空。随后在第二轮将面对东德冠军德累斯頓迪納摩。利物浦希望在首回合便解决战斗，因此在主场安菲尔德球场便打出了5比1的高比分。次回合德累斯顿迪纳摩则在自己的主场魯道夫·哈比格球場以2比1获胜，从而令利物浦以总比分6比3晋级。
在四分之一决赛中，利物浦抽到的对手是葡萄牙冠军本菲卡。首回合在本菲卡的主场盧斯球場进行。内内在第18分钟为本菲卡先开纪录。利物浦随后由吉米·凯斯在第37分钟将比分扳平，并通过埃姆林·休斯在第71分钟的进球而以2比1反败为胜。在安菲尔德球场的次回合比赛中，利物浦再以4比1获胜，从而以总比分6比2晋级。
利物浦在半决赛中的对手是门兴格拉德巴赫，他们曾在此前一年击败这支球队而赢得欧洲冠军杯。首回合于西德的博克贝格体育场进行，这是门兴格拉德巴赫在当时的主场。主队很快便由维尔弗里德·汉内斯取得领先。利物浦直至第88分钟才由大卫·约翰逊扳平比分，但1分钟后莱纳·邦霍夫以一记22码开外的任意球破门再度超出比分，使得门兴格拉德巴赫以2比1获胜。次回合在安菲尔德球场，利物浦的阿兰·肯尼迪在第6分钟取得入球，肯尼·达格利什于半场前又将比分扩大，而凯斯则在第56分钟将比分定格为3比0，从而令利物浦以总比分4比2晋级，并确保他们连续第二年进军欧洲冠军杯决赛。

### 布鲁日
布鲁日是通过赢得1976年至1977年比利时足球甲级联赛冠军而获得了本届欧洲冠军杯的参赛资格。他们在第一轮的对手是芬兰冠军庫奧皮奧。首回合在库奥皮奥的主场，布鲁日以4比0获胜，次回合回到己方的主场扬·布雷德尔体育场后，他们再以5比2获胜，从而以9比2的总比分晋级第二轮。
布鲁日在第二轮的对手是希腊冠军帕纳辛奈科斯。首回合在比利时进行，凭借着罗杰·戴维斯在第24分钟的点球和朱利安·库尔斯在下半场的入球，布鲁日以2比0获胜。次回合则在帕纳辛奈科斯的主场阿波斯托斯·尼古拉迪斯体育场进行，对方以1比0赢得比赛，但布鲁日还是凭借总比分3比2晋级。
在四分之一决赛中，布鲁日抽到的对手是西班牙冠军马德里竞技。首回合布鲁日在比利时以2比0获胜。而在马德里竞技主场比森特·卡尔德隆球场举行的次回合则是一场势均力敌的比赛：主队在上半场以2球领先，库尔斯在第60分钟扳回1球，马西亚尔·皮纳于2分钟后再为马竞将比分扩大，最终拉乌尔·兰伯特再为布鲁日射入1球。尽管布鲁日此役以2比3不敌对手，但还是以4比3的总比分晋级。
意大利冠军尤文图斯是布鲁日在半决赛上的对手。在尤文图斯主场都灵奥林匹克体育场进行的首回合比赛中，双方在大部分时间内都无法取得入球，直至第86分钟，主队才依靠罗伯托·贝特加的入球而以1比0获胜。在比利时进行的次回合比赛同样十分接近。布鲁日在第3分钟便取得入球，但总比分在90分钟后仍然维持1比1，双方需要进行加时赛。若比分在加时赛后仍然无法被改写，则有可能出现点球大战，但雷内·范德雷肯在116分钟的入球帮助布鲁日以2比0赢得了比赛，并能够以总比分2比1晋级，进而参加他们的首个冠军杯决赛。

### 决赛之路
| 利物浦         | 利物浦 | 利物浦   | 利物浦   | 阶段         | 布鲁日       | 布鲁日 | 布鲁日   | 布鲁日   |
| -------------- | ------ | -------- | -------- | ------------ | ------------ | ------ | -------- | -------- |
| 对手           | 总比分 | 首回合   | 次回合   | 正赛阶段     | 对手         | 总比分 | 首回合   | 次回合   |
| 轮空           | —      | —        | —        | 第一轮       | 库奥皮奥     | 9–2    | 4–0 (客) | 5–2 (主) |
| 德累斯顿迪纳摩 | 6–3    | 5–1 (主) | 1–2 (客) | 第二轮       | 帕纳辛奈科斯 | 2–1    | 2–0 (主) | 0–1 (客) |
| 本菲卡         | 6–2    | 2–1 (客) | 4–1 (主) | 四分之一决赛 | 马德里竞技   | 4–3    | 2–0 (主) | 2–3 (客) |
| 门兴格拉德巴赫 | 4–2    | 1–2 (客) | 3–0 (主) | 半决赛       | 尤文图斯     | 2–1    | 0–1 (客) | 2–0 (主) |

## 决赛

### 背景

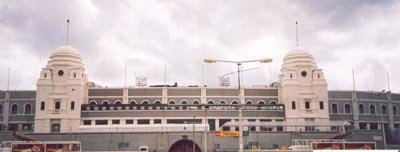
决赛在温布利球场举行，这里此前已承办过3次欧冠决赛

1978年是布鲁日首次进入欧冠决赛，而利物浦则已是连续第二次出现在决赛赛场。两队在这场比赛之前也曾在欧洲赛事的决赛中有过碰面：其中在1976年欧洲联盟杯决赛上，利物浦在主客场制的两回合比赛中以总分4比3获胜。利物浦此役志在完成卫冕，并希望成为首支蝉联欧冠冠军的英国球队。他们此前已经夺得过2次欧洲联盟杯冠军，分别是在1973年和1976年。布鲁日是首支进入欧冠决赛的比利时球队，因此它们的目标是为比利时赢得首座欧冠奖杯。
由于决赛的举办地设在英国的温布利球场，拥有东道主优势的利物浦被视为夺冠大热。布鲁日有一些核心球员因伤缺席，比如拉乌尔·兰伯特，尽管有传闻称他在决赛前已重返阵中，但始终未能获得上场机会 。利物浦也有几名球员无法参赛。其中包括在上赛季欧冠决赛中取得入球的湯米·史密夫，他在一次脚尖锄地式的摔倒中损伤了脚趾。前锋大卫·约翰逊也无法参赛，他在对阵莱切斯特城的一场国内联赛中拉伤了膝盖韧带，将缺席该赛季余下的所有比赛。

### 进程
上半场比赛的场面较为枯燥。布鲁日采取收缩防守，用贴身紧逼和造越位的战术限制利物浦的进攻威胁。直至临近半场结束，利物浦才逐渐开始获得破门机会。阿兰·肯尼迪的一脚凌空抽射从门前掠过，吉米·凯斯主罚的一记任意球也迫使布鲁日门将布里格·延森双拳将球击出。在上半场的最后几分钟，延森接连作出了两次重要的扑救：他阻截了正带球奔向己方球门的大卫·费尔克劳，又将阿兰·汉森的头球攻门托出横梁。因此在半场结束后，比分仍维持在0比0。
在下半场初段，延森又作出了另外一记扑救，这次射门的是特里·麦克德莫特。布鲁日首次有威胁的进攻在几分钟后到来，当扬·索伦森接到雷内·范德雷肯的大脚长传出现在球场的右路时。索伦森随后的射门遭到了利物浦队长埃姆林·休斯的封堵。这次射门封堵并没有被及时解围，但雷·克莱门斯抢在布鲁日的屈·拉约什跟上补射之前将球没收。在此之后，居·拉约什被迪尔克·桑德斯换下。利物浦在1分钟后也进行了换人，由史蒂夫·海威入替凯斯。利物浦换人的效果更为明显，因为海威加强了球队在右路的进攻宽度。2分钟后，在海威的策动下，肯尼·达格利什在小禁区附近接到格雷姆·索内斯的传球并施射，皮球越过作出鱼跃扑救的延森而入网，利物浦以1比0取得领先。
布鲁日此后需要加强进攻，但他们只创造出了1次机会。在比赛结束前10分钟，索伦森截获汉森的回传球并完成射门。他的射门被克莱门斯封堵，并由菲尔·汤普森在球门线上解围，从而阻止了布鲁日的扳平入球 。比赛最终以1比0结束，利物浦连续第二次赢得了欧洲冠军杯，成为第一支在这项赛事中实现蝉联的英国球队。
比赛结束后，两队的知名人士都对对方的比赛方式作出了批评。利物浦后卫汤米·史密斯批评布鲁日的打法，声称“这是一个可悲的心态，你永远无法像这样赢得任何东西”。利物浦主教练鲍勃·佩斯利还批评了比利时球队的战术：“比赛需要由两支球队共同表演，而布鲁日看起来仅关心于维持比分。布鲁日并没有给我们带来太多的威胁——除了我们的一个防守失误，他们从不像是想要得分。但他们在后场有着严密的组织，这是击败他们的一个难题。我们从头到尾都控制了比赛。”另一方面，布鲁日主教练恩斯特·哈佩尔则对利物浦的球队质量发表了批评：“利物浦看起来仅像是两年前在欧洲联盟杯决赛上与我们交战时的一个影子。他们令我失望，但他们值得获胜，尽管我们有2名球员受到了伤病的困扰。”

### 细节
| 利物浦       | 1–0                | 布鲁日 |
| ------------ | ------------------ | ------ |
| 达格利什 64' | 概览 报告 比赛中心 |        |

| 利物浦 | 布鲁日 |

|             |    |                     |     |     |
|             |    |                     |     |     |
| GK          | 1  | 雷·克莱门斯         |     |     |
| RB          | 2  | 菲尔·尼尔           |     |     |
| CB          | 3  | 阿兰·汉森           |     |     |
| CB          | 4  | 菲尔·汤普森         |     |     |
| LM          | 5  | 雷·肯尼迪           |     |     |
| LB          | 6  | 埃姆林·休斯         |     |     |
| CF          | 7  | 肯尼·达格利什       |     |     |
| RM          | 8  | 吉米·凯斯           | 29' | 63' |
| CF          | 9  | 大卫·费尔克劳       |     |     |
| CM          | 10 | 特里·麦克德莫特     |     |     |
| CM          | 11 | 格雷姆·索内斯       |     |     |
| 替补：      |    |                     |     |     |
| MF          | 12 | 史蒂夫·海威         |     | 63' |
| GK          | 13 | 史蒂夫·奥格里佐维奇 |     |     |
| DF          | 14 | 乔伊·琼斯           |     |     |
| DF          | 15 | 克林·埃尔文         |     |     |
| MF          | 16 | 伊恩·卡拉汉         |     |     |
| 主教练：    |    |                     |     |     |
| 鲍勃·佩斯利 |    |                     |     |     |

|               |    |                   |     |     |
|               |    |                   |     |     |
| GK            | 1  | 布里格·延森       |     |     |
| DF            | 2  | 方斯·巴斯廷斯     |     |     |
| DF            | 3  | 艾迪·克里格       |     |     |
| DF            | 4  | 格奥尔格斯·里肯斯 |     |     |
| DF            | 5  | 吉诺·迈斯         |     | 80' |
| MF            | 6  | 朱利安·库尔斯     |     |     |
| MF            | 7  | 雷内·范德雷肯     | 35' |     |
| MF            | 8  | 丹尼·德库伯       |     |     |
| MF            | 9  | 扬·西莫恩         |     |     |
| FW            | 10 | 屈·拉约什         |     | 58' |
| FW            | 11 | 扬·索伦森         |     |     |
| 替补：        |    |                   |     |     |
| GK            | 12 | 雷恩·巴特         |     |     |
| MF            | 13 | 迪尔克·桑德斯     |     | 58' |
| DF            | 14 | 约斯·福德斯       |     | 80' |
| FW            | 15 | 拉乌尔·兰伯特     |     |     |
| FW            | 16 | 贝纳德·费希克     |     |     |
| 主教练：      |    |                   |     |     |
| 恩斯特·哈佩尔 |    |                   |     |     |

## 脚註
1. ↑  Liversedge (1991，第186頁)
2. 1 2  Kelly (1988，第130頁)
3. ↑  Liversedge (1991，第187頁)
4. 1 2 3 4 5 6  Hale (1992，第133頁)